# 楊照 (台灣作家)
李明駿（1963年4月5日—），筆名楊照，是一名臺灣時事評論員、作家及文學評論家。他曾任《新新聞》周刊副社長兼總主筆，期間涉入嘿嘿嘿案。
他曾獲頒賴和文學獎、聯合報文學獎等文學獎項。 他長期致力於研究中國古代思想史、社會人類學、臺灣文學（史）等。

## 生平
楊照出生於台北。外祖父許錫謙為二二八事件受難者。小時候集在菜市場（晴光市場）長大，家裡經營服飾店。楊照從小就養成閱讀的習慣，藉著長他六歲的大姐獲得看書的機會，甚至到了「閱讀成痴」的地步，也是他印象中唯一一次和父親起衝突的原因：父親擔心其近視度數加深而不准他再看書。
楊照國中曾參加過足球校隊。國三搬家到民生社區，行天宮圖書館成了楊照閱讀的天堂。高中考上建中，在學校裡編輯校刊，也從自然組轉到社會組。大學就讀台大歷史系。
1987年，楊照遠赴美國哈佛大學攻讀歷史，前後待了六年。
2000年11月16日，新新聞刊載呂秀蓮為封面人物，時任總編輯的楊照稱11月3日接到呂秀蓮親自撥打的電話，提及總統府內緋聞；呂秀蓮認此事妨害自己名譽對此提告，最終三審定讞判新新聞敗訴，要求共同在4家平面媒體頭版，刊登半版道歉聲明和判決文。
2023年擔任郭台銘的競選幕僚，並介紹賴佩霞擔任副手。

## 經歷

### 曾任
建國中學校刊社主編、中央研究院歷史語言研究所所約聘助理研究員、靜宜大學中文系兼任講師、許信良競選總統辦公室專案主任、三立1台《八點大小聲》主持人、民進黨中央黨部國際事務部主任、台北之音《台北話題》主持人、國立政治大學中文系兼任講師、傳訊電視大地頻道《大地藏無盡》節目主持人、遠流出版公司編輯部製作總監、東森廣播網《1200領先開講》主持人、《明日報》總主筆、公共電視文化事業基金會《公視論壇》主持人、國立藝術學院戲劇系兼任講師、《新新聞週刊》總編輯、《新新聞週刊》總主筆、《新新聞週刊》副社長、年代電視台《探索台灣》主持人。2009年任《蔡國強 泡美術館》大展總顧問。2013年任偶像劇《巷弄裡的那家書店》製作顧問。

### 現任
- 新匯流基金會董事長（2011年 - 迄今）
- 誠品講堂「現代經典細讀」、「中國革命史」課程講師（2005年 - 迄今）
- 趨勢講堂「重新認識中國歷史系列」、「旅行文學系列」課程講師（2005年 - 迄今）
- 敏隆講堂「重新認識中國歷史系列」、「中國傳統經典選讀系列」課程講師（2005年 - 迄今）
- 富邦講堂講師（2005年 - 迄今）
- News 98新聞網 FM 98.1「一點照新聞」主持人（2007年 - 2016年）
- Bravo台北都會休閒音樂台 FM91.3「閱讀音樂」主持人（2009年 - 迄今）
- 台北廣播電台「楊照談書」主持人（2018年 - 迄今）

- 專欄

1. 台灣《聯合報》───故事與新聞
2. 台灣《聯合文學》───再見，我的書
3. 香港《晶報》───對照記＠1963(2013年4月底連載結束)
4. 香港《晶報》───深港書評：案頭隨手
5. 香港《晶報》───對照記＠1963:稀遊記

## 得獎
- 1990年 以〈胖〉一文獲聯合報第十一屆小說獎
- 1991年 以〈落髮〉一文獲聯合報第十二屆小說獎
- 1992年 獲第2屆賴和文學獎
- 1993年 以〈雪祭〉一文獲聯合報第十四屆小說獎
- 1994年 以〈家族相簿〉獲吳濁流文學獎小說正獎
- 1994年 獲第17屆吳三連文學獎
- 1994年 以〈天堂書簡〉獲第十三屆洪醒夫年度小說獎
- 1995年 以《暗巷迷夜》獲中國時報開卷版選為年度十大好書
- 1996年 以《文學、社會與歷史想像-戰後文學散論》獲選為聯合報讀書人版年度好書
- 1997年 獲選為出版界年度風雲人物
- 2007年 第24屆吳魯芹散文獎
- 2008年 獲第四十九屆文藝獎章「散文創作獎」
- 2010年 以《如何做一個正直的人》獲選為2010中國時報開卷好書獎
- 2021年 以《楊照談書》獲第56屆廣播金鐘獎教育文化節目主持人獎

## 著作

### 劇本
1. 《秋日小鎮紀事》李明駿／83年度優良電影劇本／行政院新聞局優良電影劇本獎／唯一一本用本名出版之著作

### 長篇小說
1. 《大愛》，1991年3月，遠流出版
2. 《暗巷迷夜》，1994年3月，聯合文學出版
3. 《吹薩克斯風的革命者》，2002年4月，INK印刻出版
4. 《大愛》（新版），2005年10月，INK印刻出版
5. 《吹薩克斯風的革命者》（二版），2006年8月，INK印刻出版

### 中短篇小說集
1. 《蓮花落》，1987年4月，圓神出版
2. 《吾鄉之魂》，1987年9月，時報文化出版
3. 《獨白》，1991年9月，自立晚報出版
4. 《紅顏》，1992年4月，聯合文學出版
5. 《黯魂》，1993年11月，皇冠文化出版
6. 《往事追憶錄》，1994年3月，聯合文學出版
7. 《星星的末裔》，1994年3月，聯合文學出版
8. 《百年荒蕪系列之一：背過身的瞬間》，2006年8月，INK印刻出版
9. 《百年荒蕪系列之一：背過身的瞬間》（新版），2009年3月，INK印刻出版

### 散文
1. 《軍旅札記》，1987年10月，圓神出版
2. 《飲酒時你總不在我身邊-軍旅札記》（新版），1994年10月，皇冠文化出版
3. 《迷路的詩》，1996年6月，聯合文學出版
4. 《Cafe Monday》，1997年10月，聯合文學出版
5. 《悲歡球場》，1999年10月，新新聞出版
6. 《場邊楊照》，2000年9月，新新聞出版
7. 《新世紀散文家：楊照精選集》，2002年7月，九歌出版
8. 《為了詩》，2002年8月，INK印刻出版
9. 《故事效應: 創意與創價》，2010年8月，九歌出版
10. 《迷路的詩》（新版），2011年4月，新經典文化出版
11. 《我想遇見妳的人生：給女兒愛的書寫》，2011年8月，遠流出版
12. 《尋路青春》，2012年3月，天下文化出版
13. 《誰說青春留不住》，2015年2月，時報出版
14. 《烈焰：閱讀札記I》，2015年6月，群星文化出版
15. 《地熱：閱讀札記II》，2016年1月，群星文化出版
16. 《星火：閱讀札記III》，2016年12月，群星文化出版

### 文學文化評論集
1. 《流離觀點》，1991年11月，自立晚報出版
2. 《異議筆記》，1993年5月，張老師文化出版
3. 《臨界點上的思索》，1993年9月，自立晚報出版
4. 《痞子島嶼荒謬記事》，1995年4月，前衛出版
5. 《文學的原像》，1995年5月，聯合文學出版
6. 《文學、社會與歷史想像-戰後文學散論》，1995年10月，聯合文學出版
7. 《倉皇島嶼-歷史與現實分析》，1996年11月，遠流出版
8. 《人間凝視-異性與異文化筆記》，1996年11月，遠流出版
9. 《在我們的時代》，1996年11月，晨星出版
10. 《夢與灰燼-戰後文學散論二集》，1998年4月，聯合文學出版
11. 《知識份子的炫麗黃昏》，1998年11月，大田出版
12. 《Taiwan Dreamer》，1999年4月，新新聞出版
13. 《那些人那些故事》，2001年7月，聯合文學出版
14. 《我的二十一世紀》，2003年2月，INK印刻出版
15. 《在閱讀的密林中》，2003年6月，INK印刻出版
16. 《問題年代》，2003年7月，INK印刻出版
17. 《十年後的台灣》，2005年6月，INK印刻出版
18. 《面對未來最重要的50個觀念》，2006年2月，INK印刻出版
19. 《困境台灣：我們還能怎麼辦？》，2006年12月，INK印刻出版
20. 《理性的人》（上下冊），2009年6月，麥田出版
21. 《我是這樣想的蔡國強》，2009年11月，INK印刻出版
22. 《霧與畫：戰後台灣文學史散論》，2010年8月，麥田出版
23. 《如何做一個正直的人 （1） 理解政治的五十個關鍵字》，2010年8月，本事文化出版
24. 《如何做一個正直的人 （2） 面對未來的五十個關鍵字》，2010年8月，本事文化出版
25. 《想樂－發掘五○首古典音樂的恆久光彩》，2011年1月，天下文化出版
26. 《想樂 第二輯：聆聽五○首古典音樂的悠揚樂思》，2012年9月，天下文化出版
27. 《古典的思索：想樂第三輯》，2014年1月，天下文化出版

### 對照記＠1963
（與馬家輝和胡洪俠合著）
1. 《對照記＠1963：22個日常生活詞彙》，2012年1月，遠流出版
2. 《忽然懂了：對照記＠1963Ⅱ》，2012年9月，遠流出版
3. 《所謂中年所謂青春：對照記@1963Ⅲ》，2013年7月，遠流出版

### 現代經典細讀系列
1. 《還原演化論：重讀達爾文物種起源》，2009年11月，麥田出版
2. 《頹廢、壓抑與昇華：解析夢的解析》，2010年6月，左岸文化出版
3. 《永遠的少年：村上春樹與海邊的卡夫卡》，2010年12月，本事文化出版
4. 《馬奎斯與他的百年孤寂：活著是為了說故事》，2011年8月，本事文化出版
5. 《推理之門由此進：推理的四門必修課》，2013年1月，本事文化出版
6. 《對決人生：解讀海明威》，2013年3月，麥田出版
7. 《楊照的七堂公民課：第一堂以平等之名──托克維爾與民主在美國》，2013年10月，左岸文化出版
8. 《在資本主義帶來浩劫時，聆聽馬克思：還原馬克思，讀懂《資本論》》，2013年11月，本事文化出版
9. 《忠於自己靈魂的人：卡繆與《異鄉人》》，2014年4月，麥田出版
10. 《楊照的七堂公民課：第二堂打造新世界──費城會議與美國憲法》，2015年4月，左岸文化出版
11. 《世界就像一隻小風車：李維史陀與憂鬱的熱帶》，2015年8月，聯經出版
12. 《史記的讀法──司馬遷的歷史世界》，2020年5月，INK印刻出版
13. 《您好，馬克思先生──《資本論》及其所創造的世界》，2023年1月，INK印刻出版

### 中國傳統經典選讀
1. 《追尋永恆的天命：尚書》，2014年1月，聯經出版
2. 《唱了三千年的民歌：詩經》，2013年11月，聯經出版
3. 《所有人的孔老師：論語》，2013年11月，聯經出版
4. 《封建秩序的黃昏：左傳》，2013年12月，聯經出版
5. 《庶民社會的主張：墨子》，2014年3月，聯經出版
6. 《開闊混同的精神世界：莊子》，2014年4月，聯經出版
7. 《亂世裡的南方智慧：老子》，2014年6月，聯經出版
8. 《雄辯時代的鬥士：孟子》，2014年7月，聯經出版
9. 《儒學主流真正的塑造者：荀子》，2014年9月，聯經出版
10. 《超越國界與階級的計謀全書：戰國策》，2014年11月，聯經出版

### 不一樣的中國史
1. 《從聚落到國家，鬼氣森森的時代──夏、商》，2020/04/01，遠流出版
2. 《從文字到思想，文明躍進的時代──周》，2020/04/01，遠流出版
3. 《從爭戰到霸權，信念激辯的時代──春秋戰國、秦》，2020/06/01，遠流出版
4. 《從無為到有為，帝國昂揚的時代──西漢》，2020/06/01，遠流出版
5. 《從清議到清談，門第至上的時代──東漢、魏晉》，2020/08/01，遠流出版
6. 《從世族到外族，華麗虛無的時代──魏晉南北朝》，2020/08/01，遠流出版
7. 《從女帝到胡風，盛世裂變的時代──隋、唐》，2021/01/01，遠流出版
8. 《從外放到內向，重文輕武的時代──五代十國、宋》，2021/01/01，遠流出版
9. 《從黨爭到鐵騎，征服王朝的時代──宋、遼、金》，2021/05/01，遠流出版
10. 《從士人到商幫，商業驅動的時代──元、明》，2021/05/01，遠流出版
11. 《從光明到黑暗，矛盾並存的時代──明》，2021/08/01，遠流出版
12. 《從八旗到洋行，天朝震盪的時代──清》，2021/09/01，遠流出版
13. 《從變法到革命，顛覆帝制的時代──晚清》，2021/10/01，遠流出版
14. 《概念民國：不一樣的中國史．迴音》，2023/01/16，遠流出版

### 日本文學名家十講
1. 《理想的藝術家生活：楊照談夏目漱石》，2022/01，麥田出版
2. 《陰翳的日本美：楊照談谷崎潤一郎》，2022/01，麥田出版
3. 《小說裡的人性羅生門：楊照談芥川龍之介》，2022/04，麥田出版
4. 《壯美的餘生：楊照談川端康成》，2022/04，麥田出版
5. 《走在人生的懸崖邊上：楊照談太宰治》，2022/07，麥田出版
6. 《追求終極青春：楊照談三島由紀夫》，2022/07，麥田出版
7. 《如何成為真正的信仰者：楊照談遠藤周作》，2022/10，麥田出版
8. 《曖昧才是真理：楊照談大江健三郎》，2022/10，麥田出版
9. 《最親近的陌生人：楊照談宮本輝》，2023/02，麥田出版
10. 《以愛與責任重建世界：楊照談村上春樹》，2023/02，麥田出版

### 翻譯作品
1. 《皮鞋查理》，金景華原著，2010年1月，聯經出版（與蘇珊玉合譯）
2. 《老人與海》，海明威原著，2013年3月，麥田出版

### 選編
1. 《晨讀10分鐘：世紀之聲演講文集》，2011年7月，天下雜誌出版

### 專文導讀推薦
1. 〈雙重的「傷痕之書」〉──林文義《鮭魚的故鄉》
2. 〈在未完成的推理中，歷史昂然升起〉──松本清張《諸神的狂亂》
3. 〈一場小說的華麗冒險〉──珍妮佛．伊根《時間裡的痴人》
4. 〈挑戰生命勇氣的書〉──尚-保羅．沙特《存在與虛無》
5. 〈老派愛情的輓歌〉──李維菁《老派約會之必要》
6. 〈毀滅的日常庸俗〉──吳明益《複眼人》
7. 〈凝視愛情悲劇的巨大耐心〉──瓊瑤《船》
8. 〈海洋：人與神的曖昧交會處〉──楊．馬泰爾《少年Pi的奇幻漂流》
9. 〈凝視傷口而變成了傷口〉──楊佳嫻《少女維特》
10. 〈感官與知識的複雜糾纏〉──董啟章《安卓珍尼（聯合文學經典版）》
11. 〈學習加倍濃烈的喜怒哀樂〉──赫曼．赫塞《鄉愁》
12. 〈毀壞舊世界、尋找自己的新世界〉──赫曼．赫塞《徬徨少年時》
13. 〈比克莉絲蒂更貼近克莉絲蒂的作者〉──克莉絲蒂《心之罪》系列
14. 〈誰是霍布斯邦（Eric J. Hobsbaum）？〉──霍布斯邦《趣味橫生的時光──我的二十世紀人生》
15. 〈艱難的悲傷與記憶〉──鈞特.葛拉斯《剝洋蔥》
16. 〈在知識運動浪頭上出現的城市〉──賀利思《倫敦的崛起：知識份子打造的城市》
17. 〈奇蹟之書〉──焦元溥《遊藝黑白》
18. 〈歷久彌新的「清張傳奇」〉──松本清張《松本清張短篇傑作選》
19. 〈自然事物的身世來歷〉──林心雅、李文堯《來自大海的朋友：象鼻海豹》
20. 〈僥倖者的艱難責任〉──普利摩．李維《滅頂與生還》
21. 〈罪惡及其隱喻〉──霍奇森《鴉片》
22. 〈策略與教條的辯證〉──毛澤東《毛語錄》
23. 〈自我即異己，異己即自我 〉──奧罕‧帕慕克《白色城堡》
24. 〈小說世界的如來巨掌〉──愛德華．摩根．佛斯特《小說面面觀：現代小說寫作的藝術》
25. 〈文藝復興寬廣舞台上的曼妙雙人舞〉──羅傑．瑪斯《佛羅倫斯水悠悠》
26. 〈新世界與老亞洲〉──歐斯特哈默《亞洲去魔化：十八世紀的歐洲與亞洲帝國》
27. 〈一則人與自由錯身而過的寓言〉──張愛玲《紅玫瑰與白玫瑰》
28. 〈故事，活在不真不假中〉──柯奈莉亞．馮克《墨水心》
29. 〈唱著哀歌對抗時間的詩人〉──葉輝《昧旦書》
30. 〈「有我之境」的私密閱讀〉──梁文道《我執》
31. 〈何惡之有？〉──陳雪《惡女書》
32. 〈自在遊走於瑣碎與嚴重之間〉──馬家輝《他們》
33. 〈「廢人」存有論〉──童偉格《無傷時代》
34. 〈人間失落的層層剝離〉──黎紫書《簡寫》
35. 〈空前絕後的「非虛構長篇小說」〉──楚門．卡波提《冷血》
36. 〈給孩子一個飽滿、敏銳、健康、好奇的身體〉──楚門．卡波提《親子玩身體：打造孩子幸福成長的八堂課》
37. 〈穿越時空的智者〉──傑佛瑞．克拉姆斯《聽彼得杜拉克的課：百年經典十五講》
38. 〈大命題大圖像的歷史追索〉──賈德《戰後歐洲六十年》
39. 〈敵人〉──伊恩布魯瑪《罪惡的代價-德國與日本的戰爭記憶》
40. 〈伊拉克的困境〉──薩德．伊斯康德《烽火守書人》
41. 〈以記錄來詮釋一個時代〉──《他們在島嶼寫作》
42. 〈歷史人物的絕對孤寂之境〉──平路《行道天涯（聯合文學經典版）》
43. 〈歷史是一座主題公園〉──Max Kruse《時間的長河小說西方五千年》
44. 〈壯麗而人性的戰爭生活〉──朱西甯《八二三注》
45. 〈人生哪來這麼多糟糕的事？〉──索爾．貝婁 《像他這樣一個知識分子》
46. 〈感動所有人的價值信念〉──簡靜惠 《寬勉人生：國際牌阿嬤給我的十堂課》
47. 〈青春的哀愁是怎麼一回事〉──張大春《我妹妹》
48. 〈自由精神與文明標準——給龍應台的一封信〉──龍應台《野火集》
49. 〈歐巴馬在分裂政治中提供和合希望〉──巴拉克．胡笙．歐巴馬《歐巴馬勇往直前》
50. 〈理解現實中國的鎖鑰〉──羅德里克．麥克法夸爾、沈邁克《毛澤東最後的革命》
51. 〈清醒的迷夢〉──張惠菁《惡寒》
52. 〈你懂多少地圖的語言？〉──李文堯、林心雅《地圖會說話：不可不思議的GIS》
53. 〈「舒曼年」閱讀舒曼文？〉──顏涵銳 《舒曼100首經典創作及其故事》
54. 〈我所在的世界不是唯一的世界〉──法蘭斯瓦．普拉斯《歐赫貝奇幻地誌學J-Q──從玉之國度到濟諾塔島》
55. 〈要求人文社會知識界重視生物科學的大聲喊話〉──愛德華‧威爾森 《論人性》
56. 〈別說你懂棒球〉──麥可．路易士 《魔球──逆境中致勝的智慧》
57. 〈大敘述與小真實〉──James Marcus《我在亞馬遜.com的日子》
58. 〈魔法師的生活哲學〉──林宜澐《惡魚》
59. 〈青澀與老辣〉──朱國珍小說集《夜夜要喝長島冰茶的女人》

### 期刊論文
1. 〈鄉土文學與農村經濟〉（青春時代的臺灣－鄉土文學論戰二十年論文研討會，1997.10.25）
2. 〈重新活過的時光：論楊牧的「奇萊前後書」〉（收錄於《練習曲的演奏與變奏：詩人楊牧》，2012.06）

## 外部連結
- 楊照部落格
- 楊照 Facebook粉絲專頁
- 楊照 Facebook
- 台灣作家作品目錄資料庫——楊照 （页面存档备份，存于）